# Ippolito Sanfratello

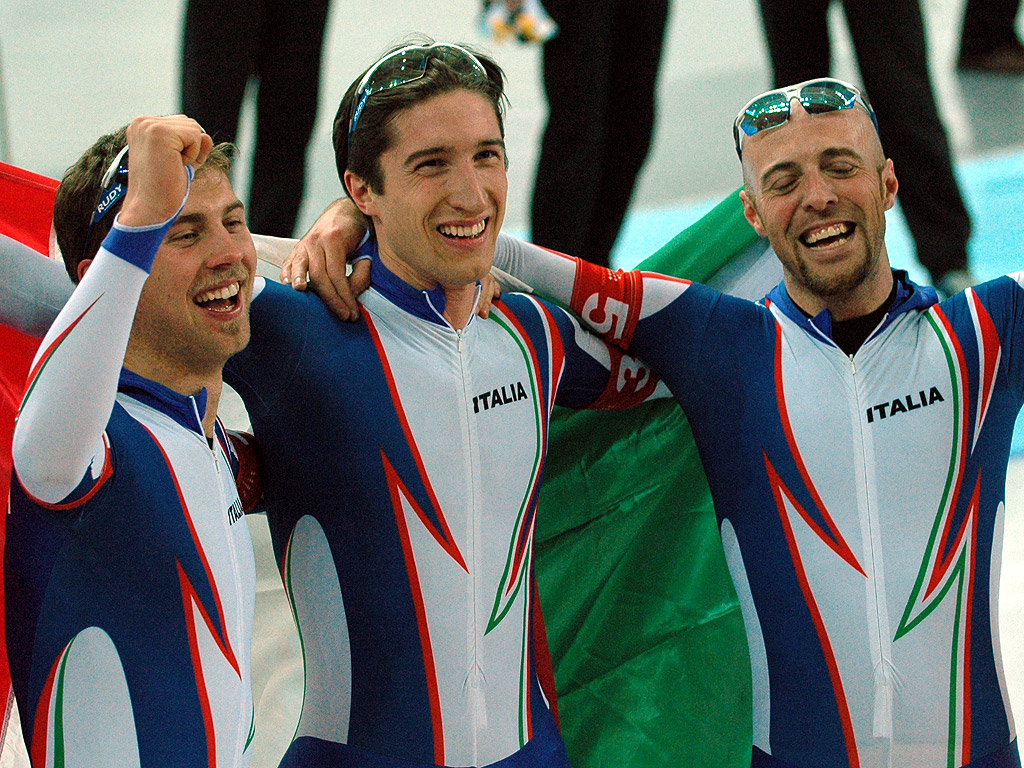
Het gouden Italiaanse achtervolgingsteam bij de Winterspelen van 2006 (Anesi, Fabris, Sanfratello)

Ippolito Sanfratello (Piacenza, 11 maart 1973) is een Italiaans voormalig langebaanschaatser en inline-skater.

## Biografie
Van het inline-skaten stapte Sanfratello in 2004 over naar het langebaanschaatsen om de Olympische Winterspelen van 2006 in Turijn in eigen land mee te kunnen maken als actief sporter. Ook stopte hij met zijn werk als econoom. De overstap maakte hij na het succes van Chad Hedrick in 2004 toen hij het wereldkampioenschap allround won en eerste werd op de 5000 meter tijdens de WK Afstanden.
In 2005 won hij zilver met Enrico Fabris en Matteo Anesi tijdens de WK Afstanden in Inzell op het nieuwe Olympische nummer de ploegenachtervolging.
Op 4 december 2005 wist Sanfratello zijn persoonlijk record op de 10.000 meter te verbeteren en nam daarmee ook meteen het Italiaans record over van Enrico Fabris. Niet al te veel later scherpte Fabris op zijn beurt het record weer wat meer aan, zodat het toch in zijn handen bleef.
Tijdens de EK Allround van 2006 maakte Sanfratello indruk door na slechts twee jaar op de schaats als 7e te eindigen, voor gevestigde namen als Uytdehaage en Shepel. Later het jaar werd hij ook 7e op het WK Allround in Calgary.

## Persoonlijke records
| Afstand     | Tijd     | Datum            | Baan           |
| ----------- | -------- | ---------------- | -------------- |
| 500 meter   | 36,59    | 18 maart 2006    | Calgary        |
| 1000 meter  | 1.12,00  | 18 januari 2006  | Collalbo       |
| 1500 meter  | 1.46,13  | 19 maart 2006    | Calgary        |
| 3000 meter  | 3.46,54  | 5 november 2005  | Calgary        |
| 5000 meter  | 6.16,27  | 19 november 2005 | Salt Lake City |
| 10000 meter | 13.18,98 | 4 december 2005  | Heerenveen     |

## Resultaten
| jaar | IK Sprint | EK Allround | Olympische Spelen | WK Afstanden              | WK Allround |
| ---- | --------- | ----------- | ----------------- | ------------------------- | ----------- |
| 2003 | Brons     |             |                   |                           |             |
| 2004 | 4e        |             |                   |                           |             |
| 2005 |           | -           |                   | 15e 5000m · achtervolging | -           |
| 2006 | NC12      | 7e          | achtervolging     |                           | 7e          |

- = geen deelname

### Medaillespiegel
| kampioenschap     | goud | zilver | brons |
| ----------------- | ---- | ------ | ----- |
| IK Sprint         | 0    | 0      | 1     |
| EK Allround       | 0    | 0      | 0     |
| Olympische Spelen | 1    | 0      | 0     |
| WK Afstanden      | 0    | 1      | 0     |
| WK Allround       | 0    | 0      | 0     |